# 김완태 (1931년)
김완태(1931년 1월 30일~1990년 1월 13일)는 대한민국의 정치인이다. 제11·12·13대 국회의원을 지냈다.

## 역대 선거 결과
|  | 28.01% |

|  | 24.71% |

|  | 44.93% |

| 전임 박찬종 | 제2대 통일민주당 정책위원회 의장 1988년 1월 7일~1988년 3월 8일 | 후임 황병태 |